# Милован Бјелица
Милован Цицко Бјелица (Рогатица, 19. октобар 1958) српски је политичар. Бивши је начелник општине Соколац у Републици Српској и предсједник Општинског одбора Српске демократске странке Соколац.

## Биографија
Рођен је од оца Рада из Бранковића и мајке Анице Јашаревић из Соколовића. Основно и средње образовање, завршио је у оближњем Горажду. Након завршетка средње школе запослио се у предузећу "Шипад" у граду Сокоцу. Године 1984. одлази на одслужење војног рока ЈНА у Београд. Након одслужења војног рока, остаје у Београду гдје завршава вишу школу. Даље школовање наставља у Новом Саду, завршава га са просјечном оцјеном 8.11, а дипломира са оцјеном 9. 2003. године уписује постдипломске студије у Новом Саду, а у марту 2012. године брани магистарски рад на тему Компаративна анализа ефикасности јавног менаџмента у југоисточној Европи са посебним освртом на Источно Сарајево.
За вријеме радног вијека налазио се на дужностима књиговође у предузећу, директора предузећа, директора дирекције Српске демократске странке Републике Српске, биран за одборника у Општини Соколац и Граду Српско Сарајево. Обављао је дужност предсједника клуба одборника у Општини и Граду, биран за предсједника Скупштине града Источно Сарајево, члана повјереништва Града Српско Сарајево и члана Управног одбора дирекције за Обнову и изградњу града Српско Сарајево. На Локалним изборима који су одржани у октобру 2024. године, Милован Бјелица није добио повјерење грађана Сокоца па је након три узастопна мандата изгубио позицију начелника општине Соколац.
Милован Бјелица је до сада објавио једну књигу "Романијска стварност" 2008. године. А у припреми је нова књига на тему о догађајима на простору Сарајевско-романијске регије од 1990. године до 2012. године.
Иако је рођен у Рогатици, одакле му је и поријекло, највећи дио живота проводи на Сокоцу. Ожењен је и има једно дијете и троје унучади. 

## Одликовања
Милован Цицко Бјелица, је за свој дугогодишњи рад одликован већим бројем признања:
- Орден Немањића, Република Српска
- Орден Његоша првог реда
- Орден Његоша другог реда
- Златни Орден Светог свештеномученика Петра Дабробосанског
- Повеља општине Соколац
- Повеља Града Источно Сарајево
- Повеља Филозофског факултета Универзитета у Источном Сарајеву
- Повеља Српске демократске странке Републике Српске
- Грб општине Соколац
- Грамата Епархије дабробосанске
- Грамата Епархије зворничко-тузланске
- Златна плакета Светог свештеномученика Петра Дабробосанског
- Плакета Правног факултета Универзитета у Источном Сарајеву
- Златна плакета Удружења „Ратних војних инвалида општине Соколац“
- Сребрени грб Републике Асоцијације „Ствараоци Републике Српске“